# Wagner Leonardo
Wagner Leonardo Calvelo de Souza (Praia Grande, Estado de São Paulo, Brasil, 23 de julio de 1999), conocido como Wagner Leonardo, es un futbolista brasileño. Juega como defensa central y su equipo actual es el Esporte Clube Vitória de la Serie A de Brasil.

## Trayectoria
Wagner Leonardo inició su carrera futbolística en las categorías juveniles del Santos FC en 2009, integrándose al equipo a los nueve años. En 2019, tras su destacada participación en la Copa São Paulo de Fútbol Júnior, fue promovido al primer equipo por el entrenador Jorge Sampaoli. Su debut oficial fue el 7 de marzo de ese año en un partido de la Copa de Brasil, entrando como suplente en una victoria por 4-0 contra América-RN. Más tarde, en 2020, debutó en el Campeonato Brasileño Serie A y en la Copa Libertadores, consolidándose como una promesa del club, aunque enfrentó algunos contratiempos como su contagio de COVID-19 en enero de 2021.
En abril de 2021, Wagner fue cedido al Clube Náutico Capibaribe de la Serie B, donde se convirtió en titular y marcó su primer gol como profesional el 26 de abril en un empate 2-2 frente a Afogados. Regresó al Santos en julio del mismo año y anotó su primer gol para el equipo principal el 10 de octubre en la victoria 1-0 sobre Grêmio. Posteriormente, fue cedido al Fortaleza en diciembre de 2021, aunque no llegó a debutar con el club y fue transferido temporalmente a Cruzeiro en marzo de 2022.
El 24 de diciembre de 2022, Wagner rescindió su contrato con Santos para unirse al Portimonense SC de Portugal, dando así el salto al fútbol europeo. Sin embargo, en abril de 2023 regresó a Brasil en calidad de préstamo para jugar con el Esporte Clube Vitória. En este club, destacó como titular indiscutido, lo que llevó a que la institución adquiriera el 50% de sus derechos económicos y le ofreciera un contrato hasta finales de 2025.

## Clubes
| Club                 | País     | Año       | PJ  | Goles |
| -------------------- | -------- | --------- | --- | ----- |
| Santos               | Brasil   | 2019-2021 | 40  | 1     |
| Náutico (préstamo)   | Brasil   | 2021      | 16  | 2     |
| Fortaleza (préstamo) | Brasil   | 2022      | 0   | 0     |
| Cruzeiro (préstamo)  | Brasil   | 2022      | 6   | 1     |
| Portimonense         | Portugal | 2022-2023 | 1   | 0     |
| Vitória              | Brasil   | 2023      | 91  | 11    |
| Total                | Total    | Total     | 154 | 15    |

## Palmarés

### Campeonatos regionales
| Título                  | Club    | País   | Año  |
| ----------------------- | ------- | ------ | ---- |
| Campeonato Pernambucano | Náutico | Brasil | 2021 |

### Campeonatos nacionales
| Título            | Club     | País   | Año  |
| ----------------- | -------- | ------ | ---- |
| Serie B de Brasil | Cruzeiro | Brasil | 2022 |
| Serie B de Brasil | Vitória  | Brasil | 2023 |